# Министерство армии Японии
Министерство Сухопутных войск Императорской Японии 陸軍省 (яп.  Рикугунсё) — орган исполнительной власти Императорской Японии по вопросам  военной политики и государственного управления Сухопутными войсками в 1872—1945 гг.

## История
Министерства Сухопутных войск и ВМС сформированы в составе Кабинета министров Императорской Японии в результате разделения Войскового Министерства в 1872 г. В 1873 г. Кабинет министров сформулировал требования к структуре и порядку работы нового министерства, которые вступили в силу с весны следующего года.

## До 1900-х гг.

### 1870-е гг.
| Министерство Сухопутных войск Палаты госсовета (1873 г.) |                                                              | |
| Министр (卿) Старшие/ младшие помощники (大輔/少輔)      | Секретариат (卿官房) Старшие/ младшие сотрудники (大丞/少丞) | - Управления (局): - 1-е (第一局) - 2-е (第二局) - 3-е (第三局) - 4-е (第四局) - 5-е (第五局) - 6-е (第六局) |

Главой правительственного аппарата Сухопутных войск являлся министр  Сухопутных войск с аппаратом заместителей и помощников министра и секретариатом Министерства. По структуре 1873 года в состав Министерства входили:
- Министр
- Секретариат
- Управления:

- 1-е (секретное)
- 2-е (административное)
- 3-е (артиллерии)
- 4-е (инженерное)
- 5-е (финансовое)
- 6-е (оперативное)

В проекте структуры предусматривался 7-е (северное) управление, которое должно было представлять командование Сухопутных войск на о. Хоккайдо, однако проект не был реализован.
В 1878 г. на базе оперативного управления Министерства был сформирован самостоятельный Генеральный штаб Сухопутных войск, подчиненный напрямую Императору как Верховному Главнокомандующему и осуществлявший оперативное планирование боевого применения Сухопутных войск.

### 1880-е гг.
| Министерство Сухопутных войск Палаты госсовета (1885 г.) |                                                              | |
| Министр (卿) Старшие/ младшие помощники (大輔/少輔)      | Секретариат (卿官房) Старшие/ младшие сотрудники (大丞/少丞) | - Управления (局): - административное (総務局) - кадров (人員局) - артиллерии (砲兵局) - инженерных войск (工兵局) - финслужбы (会計局) - транспортной службы (輜重局) |

В 1879 г. правительство пересмотрело структуру и правила работы Министерства. В нем организовывалось пять функциональных управлений: административное, кадровое, артиллерийское, инженерных войск и финансовое. В 1885 г. дополнительно было сформировано транспортное управление.

### 1886 г.
В 1886 г., в связи с  реформой правительства и формированием Кабинета министров, Министерство стало возглавляться министром с личной канцелярией, было добавлено управление медслужбы Сухопутных войск.
В 1888 г. было сформировано правовое управление, а в 1890 г.административное и управление и управления родов войск были слиты в единое войсковое управление.
| Министерство Сухопутных войск Кабинета министров (1888 г.) |                       | |
| Министр (大臣)                                             | Канцелярия (大臣官房) | - Управления (局) - административное (総務局) - правовое (法官部) - кавалерии (騎兵局) - артиллерии (砲兵局) - инженерных войск (工兵局) - финслужбы (会計局) - медслужбы (医務局) |

## До 1945 г.

### 1900-е гг.
В мае 1900 г. была проведена очередная реформа: право становиться руководителями министерства получили военнослужащие чином не ниже генерал-лейтенанта, гражданские лица не допускались на высшие посты .
| Министерство Сухопутных войск Кабинета министров (1900 г.) |                       | |
| Министр (大臣)                                             | Канцелярия (大臣官房) | - Управления (局) - административное (総務局) - войсковое (軍務局) - правовое (法官部) - кадров (人事局) - финслужбы (経理局) - медслужбы (医務局) |

## До Второй мировой войны
С 1913 г. гражданские лица получили право на руководящие посты, однако с 1936 г. военные снова получили монопольное право на эти должности. Министр и коллегия министерства формировались исключительно из офицеров Императорской армии Японии, что способствовало усилению влияния военных на руководство страны. Активное участие в принятии правительственных решений принимали руководители войскового управления министерства, занимавшиеся межродовой координацией  Сухопутных войск. До 1930 г. в состав постоянных управлений Министерства были добавлены также управления вооружений и тыла.

## Министерство военного времени
| Министерство Сухопутных войск Кабинета министров (1942 г.) |                       | |
| Министр (大臣)                                             | Канцелярия (大臣官房) | - Управления (局) - административное (総務局) - войсковое (軍務局) - правовое (法官部) - дисциплинарное (兵務局) - вооружений (兵器局) - тыла (整備局) - кадров (人事局) - финслужбы (経理局) - медслужбы (医務局) |

Весной 1945 г., накануне поражения во Второй мировой войне, войсковое управление Министерства было слито с 4-м управлением Генштаба для организации решающего сражения при планировавшейся обороне метрополии на суше.

## Ликвидация МинистерстваСухопутных войск
Министерство Сухопутных войск Императорской Японии было распущено осенью 1945 г.  после подписания акта о капитуляции. Выполнение демобилизационных работ Сухопутных войск было поручено вновь сформированному Демобилизационному управлению №1 из бывших сотрудников Министерства.

## МинистрыСухопутных войск
|  | Эпоха Мэйдзи (1868—1912 гг.) Министры Сухопутных войск при Императоре Мэйдзи |

|  | Эпоха Тайсё (1912—1925 гг.) Министры Сухопутных войск при Императоре Тайсё |

|  | Эпоха Сёва (1926— до 1945 г.) Министры Сухопутных войск при Императоре Сёва |